# Klemm Kl 105
Die Klemm Kl 105 war ein ziviles Sport- und Reiseflugzeug der Leichtflugzeugbau Klemm GmbH.

## Geschichte
Die Klemm Kl 105 wurde Ende 1937 von Hanns Klemm und Carl Bucher auf Grund einer Ausschreibung des Reichsluftfahrtministeriums für einen schwachmotorisierten Schulungs-Zweisitzer mit einem 50 PS Zündapp 9-092 Motor konzipiert. Das Flugzeug sollte in der von Hanns Klemm selbst entwickelten und patentierten (DE 729100 vom 6. November 1936) Teilschalenbauweise ausgeführt werden.
Es entstanden zwei Prototypen (WNr. 1242, D-EPQH und WNr. 1243, D-ERHS), von denen der erste Prototyp im September 1938 mit einem Salmson AD9 erstmals flog. Im September 1938 folgte der zweite Prototyp mit dem vom RLM geforderten Zündapp-Motor. Beide Motore erwiesen sich für die Teilschalenkonstruktion als zu schwach.
Bucher unterzog daraufhin die Gesamtkonstruktion einer massiven Gewichtsreduzierung. Unter anderem wurde die Spannweite von 12,20 m auf 10,92 m reduziert und der komplexe elliptische Flügel auf eine Rechteck-Konstruktion vereinfacht. Der ursprünglich aus drei Schalenelementen zusammengesetzte Rumpf wurde auf zwei Schalenelemente reduziert. Auf Grund des überarbeiteten Entwurfs erteilte das RLM im Herbst 1938 den Bauauftrag für eine Nullserie von zehn Flugzeugen.
Bereits im November 1938 stoppte das RLM die Ausschreibung des schwachmotorisierten Schulungs-Zweisitzers nachdem eine Prüfung sämtlicher vorliegender Konkurrenzentwürfe einen zu geringen Leistungsüberschuss für die Anfängerschulung auswiesen. Die bereits im Bau befindliche Klemm Kl 105 V3 und  V4 wurden noch 1939 fertiggestellt und flogen im Juni 1939 erstmals. Die ebenfalls bereits im Bau befindliche Klemm Kl 105 V5 wurde nur noch rumpfseitig komplettiert. Ihre Teilschalen wurden später zum Bau des ersten Prototypen der Klemm Kl 107 herangezogen. Die vorgesehenen Klemm Kl 105 V6 bis V12 wurden nicht gebaut.

## Konstruktion
Das Flugzeug war ein freitragender Tiefdecker in Ganzholz-Teilschalenbauweise mit unverkleidetem starren Normalfahrgestell. Die Zwei-Mann-Besatzung saß nebeneinander in einer geschlossenen Kabine. Das Bruchlastvielfache lag bei 7,2. Der Motor trieb eine starre zweiblättrige Holzluftschraube von zwei Metern Durchmesser an. Die Tragflächenaußenteile waren anklappbar, so dass das Flugzeug zum Abstellen eine Breite von nur 2,3 Metern aufwies. Es wurden kriegsbedingt nur elf Mustermaschinen gefertigt.

## Technische Daten
| Kenngröße             | Daten der Klemm Kl 105                                                      |
| --------------------- | --------------------------------------------------------------------------- |
| Besatzung             | 1                                                                           |
| Passagiere            | 1                                                                           |
| Länge                 | 7,35 m                                                                      |
| Spannweite            | 10,92 m                                                                     |
| Höhe                  | 2,0 m                                                                       |
| Flügelfläche          | 15,0 m²                                                                     |
| Flügelstreckung       | 8,0                                                                         |
| Leermasse             | 340 kg                                                                      |
| Zuladung              | 220 kg                                                                      |
| max. Startmasse       | 560 kg                                                                      |
| Flächenbelastung      | 37 kg/m²                                                                    |
| Leistungsbelastung    | 11 kg/PS                                                                    |
| Flächenleistung       | 3,3 PS/m²                                                                   |
| Triebwerk             | ein Zündapp 9-092 mit 50 PS (37 kW) oder ein Hirth HM 515 mit 65 PS (48 kW) |
| Kraftstoff            | 55 l                                                                        |
| Höchstgeschwindigkeit | 150 km/h                                                                    |
| Reisegeschwindigkeit  | 135 km/h                                                                    |
| Landegeschwindigkeit  | 65 km/h                                                                     |
| Steiggeschwindigkeit  | 1,8 m/s in Bodennähe                                                        |
| Steigzeit             | 12 min auf 1000 m                                                           |
| Dienstgipfelhöhe      | 3000 m                                                                      |
| Reichweite            | 500 km                                                                      |
| Flugdauer             | 3,6 h                                                                       |